# Jüterbog
Jüterbog é um município da Alemanha, situado no distrito de Teltow-Fläming, no estado de Brandemburgo. Tem 175,68 km² de área, e sua população em 2019 foi estimada em 12.372 habitantes.